# Vršatské Podhradie
Vršatské Podhradie je naseljeno mjesto u okrugu Ilava u  Trenčínskom kraju u Slovačkoj.

## Stanovništvo
| Godina:     | 1993. | 2003.    | 2013.   | 2023.    |
| ----------- | ----- | -------- | ------- | -------- |
| Broj ljudi: | 287   | 247      | 241     | 216      |
| Razlika:    |       | -13,93 % | -2,42 % | -10,37 % |

| Godina:     | 2022. | 2023.   |
| ----------- | ----- | ------- |
| Broj ljudi: | 222   | 216     |
| Razlika:    |       | -2,70 % |

Prema podacima o broju stanovnika iz 2023. godine naselje je imalo 216 stanovnika.<ref name="stanovništvo">

## Vanjske poveznice
|  | Zajednički poslužitelj ima još gradiva o temi Vršatské Podhradie |

- Službena stranica naselja (sl.)